# الهيئة العامة لتنظيم الإعلام
الهيئة العامة لتنظيم الإعلام، الهيئة العامة للإعلام المرئي والمسموع سابقا هي هيئة تنظيمية حكومية للإعلام في السعودية صدر قرار إنشائها في 3 سبتمبر 2012، وهي الجهة المسؤولة عن كل أنواع الإعلام (المرئي والمسموع والمقروء) والجهة المسؤولة عن مراقبة وضبط النشاط الإعلاني، سواء للأفراد أو الشركات والمؤسسات، والجهة المسؤولة عن كل المحتوى الإعلامي الرقمي بكل أنواعه، في وسائل الإعلام ومنصات التواصل الاجتماعي.
وتأسست الهيئة بموجب قرار مجلس الوزراء رقم 236 وتاريخ 21 رجب 1433هـ كهيئة ذات شخصية اعتبارية مستقلة تتمتع بالاستقلال المالي والإداري. وفي شوال 1433هـ اعتمد تنظيم الهيئة والذي يشمل بأن يكون لها مجلس إدارة يرأسه معالي وزير الإعلام. وللهيئة مجلس إدارة يرأسه وزير الإعلام ويضم رئيس الهيئة، ومحافظ هيئة الاتصالات والفضاء والتقنية وأعضاء ممثلين من عدد من الجهات الحكومية والخبراء.
تُنظم الهيئة العامة لتنظيم الإعلام هذا القطاع وتُشرف عليه في إطار يضمن منهجية واضحة لجميع أصحاب المصلحة من مستفيدين ومنشآت وعاملين في المجال، وفقاً للسياسة الإعلامية للمملكة العربية السعودية، وتمضي قدماً لتطوير جميع أنواع الأنشطة المتعلقة بقطاع الإعلام، ومراقبة المحتوى الإعلامي، إضافة إلى رفع مستوى الخيارات الترفيهية للمستهلك.
وتتطلع الهيئة إلى تنمية المواهب الإعلامية، وتعزيز المحتوى المنتج محلياً، وزيادة نسبة مساهمة قطاع الإعلام في استحداث فرص العمل، إلى جانب اعتماد أحدث التوجهات وأفضل الممارسات المعتمدة على المستويين الإقليمي والعالمي. كما تعمل على تهيئة البيئة الاستثمارية لتمكين الشركات الإعلامية الوطنية واستقطاب الاستثمارات الأجنبية المباشرة وتحفيز النشاط الاقتصادي في مجالات الإعلام إسهاماً منها في تحقيق رؤية 2030.

## إطلاق الإستراتيجية الجديدة
في 12 سبتمبر 2023، صدرت موافقة مجلس الوزراء على تنظيم الهيئة العامة لتنظيم الإعلام وتغيير مسماها من الهيئة العامة للإعلام المرئي والمسموع إلى الهيئة العامة لتنظيم الإعلام. وفي 18 ديسمبر 2023م أطلق معالي وزير الإعلام رئيس مجلس إدارة الهيئة العامة لتنظيم الإعلام سلمان بن يوسف الدوسري، استراتيجية وهوية الهيئة العامة لتنظيم الإعلام، عقب صدور قرار مجلس الوزراء القاضي بالموافقة على تنظيم الهيئة.
وتسعى الهيئة من خلال استراتيجيتها الجديدة، لقيادة القطاع الإعلامي في المملكة نحو الريادة على المستويين الإقليمي والدولي، ورفع جاذبيته الاستثمارية وتعزيز كفاءة كوادره الوطنية، وتهدف الاستراتيجية إلى رفع مساهمة قطاع الإعلام في الناتج المحلي الإجمالي لتصل إلى 47 مليار ريال بحلول عام 2030، انطلاقًا من أهمية القطاع الذي يُعد غنيًا بالفرص التي يمكن اغتنامها في تنويع الاقتصاد الوطني وزيادة الناتج المحلي الإجمالي غير النفطي في المملكة.

## مهام الهيئة
وضعت الهيئة مهام أساسية تعمل على تحقيقها على ضوء الأهداف الاستراتيجية، مرتكزة على منظومة عمل تُحدث نقلة نوعية في قطاع الإعلام بما يتوافق مع رؤية 2030.
- إدارة عملية التراخيص لجميع أنشطة البث والمحتوى الإعلامي المرئي والمسموع والمقروء وإصدارها.
- اقتراح رسوم التراخيص للبث والمحتوى الإعلامي المرئي والمسموع والمقروء، واقتراح تعديلها، ورفعها للجهات المختصة لاعتمادها.
- الاتفاق مع هيئة الاتصالات والفضاء والتقنية فيما يتعلق بالطيف الترددي الخاص بالبث الإعلامي المرئي والمسموع والمقروء.
- الاتفاق مع هيئة الاتصالات والفضاء والتقنية فيما يتعلق بالمواصفات الفنية لأجهزة البث الإعلامي المرئي والمسموع والمقروء وإصدار الموافقات لاستيرادها وفسحها.
- مراقبة جميع مقدمي خدمات البث والمحتوى الإعلامي المرئي والمسموع والمقروء، للتأكد من تقيدهم بالأنظمة وتنفيذ شروط وأحكام التراخيص الصادرة لهم.
- تلقي الشكاوى المتعلقة بالبث والمحتوى الإعلامي المرئي والمسموع والمقروء والتحقيق فيها.
- دعم البحوث والدراسات وإجراؤها، وتنظيم المؤتمرات والندوات المتعلقة بنشاط البث والمحتوى الإعلامي المرئي والمسموع والمقروء، سواء كانت منفردة أم بالاشتراك مع المؤسسات الأخرى المماثلة
- وضع آلية لتسوية المنازعات بين الهيئة ومقدمي خدمات البث والمحتوى الإعلامي المرئي والمسموع والمقروء.

## أهداف الهيئة
حولت الهيئة رؤيتها ورسالتها إلى مواضيع رئيسية ترتكز عليها، من أجل تطوير قطاع الإعلام وتنظيمه وتقديم أفضل الخدمات للمستفيدين من منشآت وأفراد عاملين في المجال، ليصبح قادراً على المنافسة العالمية.
التطوير:
- تنمية قطاع الإعلام.
- توطين قطاع الإعلام.
- تطوير البنية التحتية.

التنظيم:
- حماية الهوية الوطنية.
- زيادة مستوى الشفافية.
- حماية الحقوق.

الخدمة:
- تحقيق التميّز التشغيلي.
- بناء قدرات على أعلى مستوى.
- الاكتفاء الذاتي.

## اللائحة التنفيذية لنظام الإعلام
أصدرت الهيئة اللائحة التنفيذية لنظامها، في عام 2019-1440  بهدف تنظيم نشاط الإعلام المرئي والمسموع في السعودية. وتضم اللائحة الجديدة 31 مادة متعلقة بالتراخيص والتنازل والاندماج، وحماية الحقوق والمخالفات والعقوبات، وأحكام عامة. وألغيت في اللائحة الجديدة اشتراطات سابقة لمنح التراخيص، لإتاحة المجال أمام المستفيدين والمستثمرين المحليين والأجانب في مجال الإعلام في السعودية. وشملت التغييرات إلغاء اشتراط الشهادة الدراسية والضمان البنكي، وإتاحة دخول فئات المنشآت الصغيرة والمتوسطة في قطاعات دور العرض والتشغيل، والإذاعات الرقمية. تسري اللائحة على الخدمات المرئية والمسموعة عبر البث الفضائي، والبث الرقمي والكابل والأرضي، إضافة للراديو والسينما والفيديو، وخدمات التلفزة الذكية، وألعاب الفيديو وألعاب الأركيد وغيرها.

### أهداف اللائحة
تسعى اللائحة لتحسين قطاع الإعلام المرئي والمسموع في السعودية وتهيئته ليكون بيئة استثمارية تسرع من النمو الاجتماعي والاقتصادي، وترسيخ مبادئ الدين الإسلامي، والنظام الأساسي للحكم في السعودية والسياسة الإعلامية فيها، إلى جانب حفظ وتطوير تراث وثقافة السعودية. وتهدف لبناء قطاع إعلامي مستدام وتنافسي، يخلق فرص العمل ويُعنى بالمواهب المحلية، والخبرات والموارد البشرية، إلى جانب دعم تطوير المنصات المحلية. كما تهتم بحماية مصالح المستفيدين، وتضمن الشفافية في الطرح والوضوح والموضوعية، وعدم التمييز، والعدالة، والحرص على زيادة الوعي والتنوع، وعرض مزيد من المحتوى المحلي.

### ضوابط المحتوى الإعلامي
تشمل ضوابط المحتوى الإعلامي المحافظة على القواعد العامة للذوق العام واللباقة، ومراعاة القيم الاجتماعية والنسيج الاجتماعي، إضافة إلى حماية النظام العام، وتعزيز الهوية والتراث والثقافة السعودية. كما تنوه إلى الحرص على الجودة العالية للمحتوى، والاهتمام بالتثقيف وزيادة وعي الجمهور، إلى جانب مراعاة التصنيف العمري للأفلام، والامتناع عن عرض المحتوى المروج للعنف، والترهيب والسحر، وعدم الترويج للمخدرات والكحول ومنتجات التبغ، والتشديد على حماية حقوق المرأة والطفل، وعدم التعرض لكرامة الأشخاص وحياتهم الخاصة. وتشدد الضوابط على عدم إفشاء ما يدور في الاجتماعات الرسمية، أو ما يرد في الاتصالات السرية الرسمية، أو الوثائق والمعاهدات والاتفاقيات التي تقوم بها السعودية، قبل نشرها في الجهات الرسمية، وعدم التطرق لكل ما من شأنه الإضرار بعلاقة السعودية مع الدول الصديقة.

### أقسام اللائحة

#### التراخيص
تحدد المواد المتعلقة بالتراخيص شروط وإجراءات الحصول على تراخيص البث الإعلامي المرئي والمسموع، وتراخيص أي أنشطة متعلقة بالإعلام المرئي والمسموع، والأحكام العامة التي تخضع لها التراخيص، والتزامات الطرف المرخص له.

#### التنازل والاندماج
يقصد بالتنازل التخلي عن الترخيص الممنوح من قبل الهيئة وكل الحقوق المرتبطة به إلى شخص آخر، والاندماج أن يكون طرف أو أكثر من جهات الاندماج تحمل التراخيص اللازمة. يضم القسم 7 مواد توضح المقصود بالمصطلحين، وتبين إجراءات التنازل عن الترخيص، والإبلاغ عن الاندماج، إضافة لأثر الموافقة المبدئية على الاندماج، والإجراءات اللازمة للنظر في طلبات الاندماج، وحيثيات إصدار قرارات الاندماج.

#### حماية الحقوق
يقصد بالتنازل التخلي عن الترخيص الممنوح من قبل الهيئة وكل الحقوق المرتبطة به إلى شخص آخر، والاندماج أن يكون طرف أو أكثر من جهات الاندماج تحمل التراخيص اللازمة. يضم القسم 7 مواد توضح المقصود بالمصطلحين، وتبين إجراءات التنازل عن الترخيص، والإبلاغ عن الاندماج، إضافة لأثر الموافقة المبدئية على الاندماج، والإجراءات اللازمة للنظر في طلبات الاندماج، وحيثيات إصدار قرارات الاندماج.

#### المخالفات والعقوبات
يشمل قسم المخالفات والعقوبات 7 مواد متعلقة بآليات وصلاحيات ضبط المخالفات، إلى جانب تحديد العقوبات وفق جدول المخالفات والجزاءات المرفق باللائحة، وتشكيل لجان ابتدائية واستئنافية للأحكام. وتتنوع العقوبات بين غرامات مالية، وإيقاف للبث، وتعليق أو إلغاء للتراخيص، وحجز للمعدات والأدوات. وتلزم العقوبات صاحبها بالتوقف عن النشاط فورا، وعدم إبرام عقود متعلقة بالنشاط، كما لا تعفيه من دفع مستحقات العاملين، ويجب عليه عدم الإضرار بمصالحهم.

#### أحكام عامة
تتضمن الأحكام العامة 4 مواد حول تعديل دليل التراخيص، وجدول المخالفات والغرامات، والقنوات التابعة لهيئة الإذاعة والتلفزيون، وآليات لمراجعة اللائحة ومتابعة سريانها والعمل بها.

## منصة إعلام[11]
أطلقت الهيئة العامة لتنظيم الإعلام منصة الخدمات الإعلامية "إعلام"، والتي تُمكن المستفيدين من ممارسة الأنشطة الإعلامية بجميع أنواعها بكل يسر وسرعة. وتتيح المنصة للمستفيدين إنهاء جميع الإجراءات من (ترخيص وتجديد، وتصنيف وفسح، وإبلاغ عن المخالفات).
وتستهدف الخدمات المقدمة من قنوات تلفزيونية وإذاعية، والبودكاست، وخدمات البث، واستوديوهات إنتاج وتوزيع المحتوى، والسينما، وتوزيع الأفلام، والألعاب الإلكترونية، إضافة إلى الصحف والمجلات الورقية والإلكترونية، وفسح الكتب والمطبوعات، ودور النشر والتوزيع، والمطابع، ووكالات التسويق والعلاقات العامة، والدعاية والإعلان، والاستشارات الإعلامية، ومكاتب قياس وسائل الإعلام.

## التسجيل المهني للإعلاميين[13]
أعلنت الهيئة العامة لتنظيم الإعلام عن إطلاق المرحلة الثانية من التسجيل المهني للإعلاميين بتاريخ 2023/11/04م، والذي يلزم جميع العاملين في مجال الإعلام بالتسجيل المهني لدى الهيئة، حيث يشمل التسجيل أكثر من 50 مهنة في مجال الإعلام.
وأكدت الهيئة أن التسجيل المهني يهدف إلى حفظ حقوق مهنة الإعلام، وتوثيق بيانات ممارسي المهنة، والاستفادة من مزايا عديدة، منها أولوية حضور الفعاليات والورش والندوات الإعلامية.
الجدير بالذكر أن الإعلاميين المستفيدين من التسجيل المهني في المرحلة الأولى تجاوز عددهم 5500 إعلامي، منذ تدشين المشروع عام 2020

## رؤساء الهيئة[8]
| الرئيس                          | الفترة                           | ملاحظات       |
| ------------------------------- | -------------------------------- | ------------- |
| عبد اللطيف بن محمد العبد اللطيف | من 11 ديسمبر 2022                | [ 17 ]        |
| إسراء منصور عسيري               | من 9 فبراير 2021 -11 ديسمبر 2022 | [ 18 ]        |
| بندر الجامع                     | من 18 أغسطس 2019                 | [ 19 ]        |
| سعود نصار الحازمي               | 2019                             | [ 20 ]        |
| بدر حسين الزهراني               | 16 مايو 2018                     | [ 21 ]        |
| رضا الحيدر                      | مايو 2017 - مايو 2018            |               |
| بندر محمد عسيري                 | 2015 م – 2017م                   | [ 22 ]        |
| رياض كمال نجم                   | أبريل 2013م - يونيو 2015م        | [ 23 ] [ 24 ] |

## السينما السعودية
وافق مجلس إدارة الهيئة العامة لتنظيم الإعلام في ديسمبر 2017 بشأن جلسته على إصدار تراخيص للراغبين في فتح دور للعرض السينمائي بالمملكة. ومن المقرر البدء بمنح التراخيص بعد الانتهاء من إعداد اللوائح الخاصة بتنظيم العروض المرئية والمسموعة في الأماكن العامة خلال مدة لا تتجاوز 90 يوماً (مارس 2018). وفي أبريل 2018 افتتحت أول صالة سينما في السعودية بمدينة الرياض، وتحديداً في مركز الملك عبد الله المالي، وهي صالة لشركة إيه إم سي ثياترز، تتسع لأكثر من 600 مقعد.
أعلنت هيئة الأفلام استكمال الإجراءات النظامية لنقل اختصاص قطاع الأفلام والسينما من الهيئة العامة لتنظيم الإعلام إلى هيئة الأفلام، وذلك استناداً إلى قرار مجلس الوزراء. ويشمل النقل في المرحلة الأولى كل ما يتعلق باختصاص السينما بما يتضمن التراخيص الخاصة به، التي تشمل رخصة مزاولة نشاط تشغيل دور السينما الدائمة والمؤقتة والاحتياج المتخصص، ورخصة تشغيل قاعات سينما دائمة، ورخصة تشغيل قاعات السينما المؤقتة (المتنقلة)، ورخصة تشغيل دور السينما المتخصصة (المؤسسات الأهلية والتعليمية)، وما يتعلق باختصاص الأفلام بما يتضمن التراخيص الخاصة به، التي تشمل رخصة تشغيل أستوديو إنتاج، ورخصة إنتاج المحتوى الإعلامي المرئي والمسموع للأفلام والمسلسلات، ورخصة توزيع أو استيراد الأفلام السينمائية والفيديو والبرامج التلفزيونية.

## التصنيف العمري السعودي الرسمي

### ألعاب الفيديو
الهيئة العامة تنظيم الإعلام يهدف لعمل تقييم ألعاب الفيديو الإلكترونية، وتقول الهيئة بأن التقييم تهدف لاستحداث التصانيف بمعايير تلائم المجتمع السعودي، وأنها تقوم بتنقيح المحتوى دون الإخلال بالتجربة حسب وصف الهيئة وطُبقت بتاريخ 15 أغسطس سنة 2016م وفق رؤية المملكة سنة 2030م. حيث كانت تباع أقراص للألعاب الإلكترونية في الأسواق السعودية والتي كانت تعتمد على التقييم الأوروبي المسماة "بيغي" (PEGI)، والتقييم الأمريكي "إي إس آر بي" (ESRB)، اضطرت الهيئة العامة بقيام بعمل التقييم داخل السعودية، وتقوم بتوزيع الأقراص لتظهر نتيجة إيجابية بأن أسواق السعودية وإيراداتها تعود للنفع للشركات المطورة والناشرة.

#### تقديرات الألعاب
شرح مبسط للتصنيف العمري السعودي حسب نوع اللعبة:
| التصنيف | الوصف الرسمي |
| ------- | --- |
|         | ألعاب مناسبة لعمر 3 فما فوق: يعتبر المحتوى من هذه الألعاب مُصنف على أنه مناسب لجميع الفئات العمرية (مثل الألعاب الرياضية). قد تحتوي بعض الألعاب على بعض العنف ولكن في سياق كرتوني مناسب للأطفال.                                                                                        |
|         | ألعاب مناسبة لعمر 7 فما فوق: يحتوي هذا التصنيف على بعض المشاهد أو الأصوات المخيفة كوجود مشاهد عنف ضمنية، أو تفاعل الشخصيات مع العنف بشكل غير واقعي (مثل اختفاء الشخصيات بعد موتهم). |
|         | ألعاب مناسبة لعمر 12 فما فوق: قد تحتوي الألعاب في هذا التصنيف على أصوات مرعبة أو مؤثرات مرعبة كإظهار تفاصيل الإصابات. |
|         | ألعاب مناسبة لعمر 16 فما فوق: قد تحتوي الألعاب في هذا التصنيف على عنف يمارس تجاه شخصيات البشر أو تشبه البشر أو الحيوانات بشكل محاكي للواقع، وإظهار الأعمال الإجرامية بشكل إيجابي أو بدون انعكاسات سلبية، أو تلفظ أي شخصية من شخصيات اللعبة بألفاظ أو شتائم غير لائقة ضمن أحداث اللعبة. |
|         | ألعاب مناسبة لعمر 18 فما فوق: قد تحتوي الألعاب تحت هذا التصنيف على مشاهد عنيفة مقززة مثل التعذيب وتقطيع أجزاء الجسم مع إظهار تفاصيل الإصابة، أو مشاهد استخدام المخدرات أو السجائر أو المشروبات الكحولية بأي شكل من الأشكال، كما قد تحتوي على مشاهد لا تناسب الصغار.                    |
|         | ألعاب في قيد التصنيف: تستخدم هذه العلامة أثناء التسويق المبكر لعناوين الألعاب القادمة. ويشير أن محتوى اللعبة لم يتم تقديره بعد. |

وتقول هيئة تصنيف الألعاب الإلكترونية بأنها تُحدث الموقع الإلكتروني بغرض التوسع والمعرفة لمحتويات الألعاب.

#### أهدافها
ذكر هتان طويلي المشرف العام على الألعاب الإلكترونية للهيئة العامة لتنظيم الإعلام ل موقع سعودي جيمر، بأن يلزم المستهلك شراء الألعاب الإلكترونية ذات التصنيف السعودي، وأن يتجنب شراء الألعاب المسربة ذات التصنيف الأوروبي، لأن ذلك على المدى الطويل يؤثر سلباً على دعم الشركات للغة العربية، فإن المبيعات المسربة تحسب لصالح المبيعات الأوروبية، وبهذا تجد الشركات الناشرة للألعاب بأن المبيعات النسخ الرقمية بالسعودية قد انخفضت، وبالمقابل ارتفع المبيعات النسخ الأوروبية، وبهذا الشركات تمنع الدعم للاعبين العرب مستقبلاً.

#### الألعاب الممنوعة
تمنع الألعاب الإلكترونية من البيع داخل السعودية إذا وجدت المحتوى السلبي، والتي تشمل المشاهد الجنسية أو الشذوذ الجنسي، أو الإساءة لإحدى الأديان السماوية.

#### تحذيرات
ألزمت الهيئةُ العامةُ لتنظيم الإعلام جميعَ المتاجر والشركات المستوردة الإلكترونية بالتواصل مع إدارة المصنفات وتزويدها بنسخة من محتويات الألعاب وتحديد الفئات العمرية وفق قوانين تصنيف الألعاب الإلكترونية، وحذر المتحدث الرسمي للهيئة إبراهيم الرميح بأن سيتم إحالة المخالف إلى اللجنة الابتدائية لوزارة الإعلام، كما ستُعمل الجولات الميدانية على نقاط البيع الألعاب الإلكترونية بالمملكة للتأكد من التزامها للتعليمات.

### الأفلام
قدمت الهيئة العامة لتنظيم الإعلام نظام التصنيف العمري الرسمي في السعودية للأفلام بعد إعلان إعادة افتتاح دور السينما في المملكة في ديسمبر 2017. ويتم حظر أي فيلم أو تعديله بشكل فعال إذا كان الفيلم المذكور لا يجتاز معايير الرقابة الخاصة بالهيئة. وتلتزم دور السينما برفض دخول أي قاصر تحت السن الأدنى من مشاهدة الأفلام الحاصلة على تصنيف R12 أو أعلى.

#### تقديرات الأفلام[4]
| العلامة | التصنيف | الوصف الرسمي |
| ------- | ------- | --- |
|         | G       | الفيلم مناسب لجميع الأعمار: المحتوى ضمن إطار إيجابي وخالٍ من تأثيرات العنف أو التهديد، وأغلبها أفلام كرتونية. |
|         | PG      | يُنصح بمرافقة الراشدين لمن هم تحت 12 عاماً: المحتوى بشكل عام آمن، ولكن يُوصى بأن يُنظر فيما إذا كان المحتوى قد يزعج بعض الأطفال، مثل: القليل من العنف أو الحزن أو الخيال.                                                                   |
|         | PG12    | يَلّزم مرافقة الراشدين لمن هم تحت 12 عاماً: المحتوى بشكل عام آمن، ولكن قد يتضمن مشاهد لا تكون مناسبة لهم، لذا ينبغي على الراشدين تقييم ما إذا كان مناسباً أم لا. وقد تتضمن هذه الفئة من الأفلام: الخيال العلمي، والأبطال الخارقين.          |
|         | R12     | يمنع دخول المشاهدين الأقل من 12 عاماً: المحتوى يتضمن مواضيع ناضجة، تُعالج بشكل محتفظ ومناسب لمن هم في هذا العمر وما فوق، مثل: التشويق، والإثارة، والحروب، والجريمة والعصابات، والخيال العلمي، والكوارث الطبيعية، والرومانسية بحبكة بسيطة. |
|         | R15     | يمنع دخول المشاهدين الأقل من 15 عاماً: المحتوى يتضمن مواضيع ناضجة، تُعالج بشكل محتفظ ومناسب لمن هم في هذا العمر وما فوق، مثل: الحروب، والجريمة والعصابات، والرومانسية، والرعب، والعنف.                                                    |
|         | R18     | يمنع دخول المشاهدين الأقل من 18 عاماً: المحتوى يتضمن مواضيع أكثر نضجاً، وقد يحتوي على مشاهد عنيفة للغاية، والعنف المنزلي، أو مواضيع سياسية.                                                                                               |